# X2
X2 és una pel·lícula estatunidenca del 2003, seqüela de X-Men, dirigida per Bryan Singer. Ha estat subtitulada al català.

## Argument
Un mutant desconegut entra a la Casa Blanca i intenta assassinar el president, però els agents de seguretat ho impedeixen.
A l'Institut de Charles Xavier, el geni continua buscant el rastre del mutant atacant, i envia la Jean Grey i l'Storm perquè el capturin, mentre ell i en Cyclops visiten en Magneto, que és presoner. En Wolverine, que torna del seu viatge per demanar a en Xavier que torni a llegir-li la ment buscant-hi informació sobre el seu passat, accepta quedar-se al càrrec de la casa durant la nit.

## Dramatis personae
- Patrick Stewart: Charles Xavier/Professor X
- Ian McKellen: Erik Lehnsherr/Magneto
- Hugh Jackman: Logan/Wolverine
- Famke Janssen: Jean Grey
- Halle Berry: Ororo Munroe/Storm
- James Marsden: Scott Summers/Cyclops
- Anna Paquin: Marie D'Ancanto/Rogue
- Rebecca Romijn: Raven Darkölme/Mystique
- Bruce Davison: Robert Kelly
- Brian Cox: William Stryker
- Alan Cumming: Kurt Wagner/Nightcrawler
- Aaron Stanford: John Allerdyce/Pyro
- Shawn Ashmore: Bobby Drake/Iceman
- Kelly Hu: Yuriko Oyama/Lady Deathstrike
- Michael Reid McKay: Jason Stryker/Mutant 143

## Producció
L'èxit de X-Men (2000), tant de públic com de crítica, empeny la Fox a considerar ràpidament una continuació. Tot i que el film ha sortit el juliol del 2000, Bryan Singer pensa en una història per a la continuació des de setembre del 2000. Considera utilitzar el virus Legacy així com el comic book X-Men: God Loves, Man Kills (1982) de Chris Claremont. Singer aprecia la idea d'un malvat humà, en la persona de William Stryker. Bryan i el productor Tom DeSanto consideren aquest X2: X-Men United com L'imperi contraataca de la saga X-Men.Avi Arad anuncia una estrena el novembre del 2002, mentre que David Hayter i Zak Penn s'han compromès per escriure cadascun un script. Combinen a continuació les seves idees en un mateix script. Singer i Hayter finalitzen a continuació un altre script l'octubre de 2001.
El febrer del 2002, Michael Dougherty i Dan Harris són contractats per tornar a escriure l'script de Hayter i Penn. Angel i La Fera s'integren a la història, després són suprimits pel nombre massa important de personatges. El personatge de Dents de sabre és igualment suprimit. A l'script de Hayter, Lady Deathstrike havia de ser Anne Reynolds, un personatge del comic God Loves, Man Kills. A més, després de l'èxit de l’Ombra de l'odi, per al qual Halle Berry rep l'Oscar a la millor actriu, el seu personatge de Storm és més desenvolupat. Per falta de pressupost, els Sentinels i la sala dels perills són retirats del guió, com al primer film.

### Distribució dels papers
Per al paper de Diablo, Ethan Embry i Neil Patrick Harris havien estat considerats abans que Alan Cumming no fos escollit.
Diversos personatges són encarnats per actors diferents del primer film: Aaron Stanford reemplaça Alex Burton al paper de Pyro, Katie Stuart reemplaça Sumela Kay al paper de Shadowcat mentre que Kea Wong reemplaça Katrina Florece al paper de Jubilé.

### Rodatge
El rodatge comença el 17 de juny de 2002 a Vancouver, Canadà.

### Acollida crítica
El film ha estat ben acollit per la crítica, recollint un 88 % de crítiques favorables, amb un resultat mig de 7,4⁄10 i sobre la base de 222 crítiques recollides, en el lloc Rotten Tomatoes. En el lloc Metacritic, obté un resultat de 68⁄100, sobre la base de 37 crítiques recollides. l'any 2008, la revista Empire el situa al lloc 432 a la seva llista dels 500 millors films de tots els temps.

## Premis i nominacions
Llevat d'esment contrari, aquesta llista prové d'informacions d'Internet Movie Database.
Premis
- Premis Saturn al millor film de ciència-ficció l'any 2004.
- Premi MTV Movie a la revelació masculina per a Shawn Ashmore l'any 2004.
- Premi BMI Film Music per a John Ottman l'any 2004.

Nominacions
- Premi Empire al millor film i al millor actor (Hugh Jackman) l'any 2004.
- Premi Hugo al millor film l'any 2004.
- Premi MTV Movie al millor film, al millor combat (Wolverine contra Deathstrike) i al millor petó (Malicia i Iceberg) l'any 2004.
- Sis nominacions als Premis Saturn l'any 2004 (realització, guió, efectes especials, música, vestuari i maquillatge).